# دادي (لاعب كرة قدم)
إدواردو فيرناندو بيريرا غوميز (بالبرتغالية: Eduardo Fernandes Pereira Gomes‏) (مواليد 13 أغسطس 1981 في لشبونة - البرتغال) لاعب كرة قدم برتغالي ذو أصول من الرأس الأخضر يلعب حاليا لصالح نادي الدرجة الأولى أوساسونا الإسباني منذ 2007 في مركز المهاجم .

## روابط خارجية
- إدواردو فيرناندو بيريرا غوميز على موقع الاتحاد الدولي (مؤرشف)  (الإنجليزية)
- إدواردو فيرناندو بيريرا غوميز على موقع اتحاد تركيا (لاعب) (الإنجليزية)
- إدواردو فيرناندو بيريرا غوميز على موقع قاعدة بيانات كرة القدم.إي يو (الإنجليزية)
- إدواردو فيرناندو بيريرا غوميز على موقع ناشيونال فوتبول تيمز (الإنجليزية)
- إدواردو فيرناندو بيريرا غوميز على موقع Soccerway.com (الإنجليزية)
- إدواردو فيرناندو بيريرا غوميز على موقع عالم كرة القدم.نت (الإنجليزية)